# 재일한국민주통일연합
재일한국민주통일연합(在日韓國民主統一聯合)은 1973년 8월 15일 재일 한국인들이 대한민국의 민주화와 통일을 목표로 설립한 단체이다. 일본의 각종 반전, 시민 활동에도 참가하고 있다. 간단히 한국민주통일연합, 한통련, 한민통이라고 부르는 경우도 많다.
이 단체는 1973년 대한민국거류민단(민단) 소속 일부 인사가 한국민주회복통일촉진국민회의(한민통)이라는 이름으로 창설했다. 1973년 당시 일본 오사카에 본부를 두었으나, 현재는 도쿄도 치요다구 간다 사쿠마초3-21 아이하라빌딩 4층(東京都 千代田区 神田 佐久間町3-21 相原ビル 4F)에 중앙본부 및 동경본부를 두고 있으며, 같은 건물에서 기관지 '민족시보'(民族時報)를 운영하고 있다.
1977년에는 북아메리카와 유럽 등 거주하는 해외 한국인들이 도쿄에 모이면서 민주민족통일한국인연합 또는 한국민주민족통일해외연합(한민련)이 결성되었다. 1971년부터 윤이상이 범민련의 유럽 본부 의장이었다.
1978년 6월 19일 대법원이 재일동포 유학생 간첩사건 유죄판결을 내리고, 이 판결을 근거로 한국민주회복통일촉진국민회의를 반국가단체로 지정했다. 1989년에 조직을 개편하면서 현재의 정식 명칭인 재일한국민주통일연합으로 이름을 바꾸었다. 현재 본부는 도쿄도 지요다구에 위치해 있다. 김대중 구명 운동 등으로 대한민국의 민주화 운동에 공헌했지만 반국가단체로 규정되었고 2003년 단체 구성원의 일시 귀국이 허가되었다. 현재 대한민국 내에서 홈페이지 접속이 차단되어 있다.
2011년 9월 23일 재일한국민주통일연합을 반국가단체로 규정하는 근거가 되어 왔던 재일동포 유학생 간첩사건에 대한 재심에서 무죄판결이 내려졌다. 산하 회원단체로는 '재일한국민주여성회'(민주여성회), '재일한국청년동맹'(한청), '재일한국인학생협의회'(학생협) 등이 있다.

## 개요
1973년 7월 6일 미국 워싱턴 D.C.에서 망명 중이던 김대중을 중심으로 초대 서울시장 김상돈, 전 한국신학대학장 김재준, 전 해군제독 이용운, 대학 교수인 선우학원, 동원모, 미주민주국민회의 의장 임창영 등이‘한국민주회복통일촉진국민회의(한민통)’라는 이름으로 발족하였고 김대중을 초대 의장으로 추대했다. 8월 한민통 일본 지부를 설립하기 위해 일본 도쿄로 간 김대중이 중앙정보부에게 납치를 당하자 김대중 구명 운동을 벌였으며 8월 15일에 한민통 일본 지부를 설립했다. 1989년 조직개편에 따라 현재의 형태를 갖추었다. 재일본 대한민국 민단의 前 단원을 중심으로 발족하기 이전 준비단계부터 김대중의 민주화 운동과 한국 반정부운동을 지지․원조하였다. 그 때문에 반체제 활동 또는 조선민주주의인민공화국(북한)의 활동을 돕는다는 혐의를 받았다.
1978년 대한민국 정부로부터 국가보안법상의 반국가단체로 지목된 이래, 한민통 또는 한통련 관계자는 한국 귀국을 허가받지 못하였으나, 2003년 단체 구성원의 일시귀국이 허가된 이후부터 구성원의 대한민국 귀국이 가능하게 되어 김대중과 여러 차례 면담하였다. 이후 일본의 각종 반전 시민운동 등에도 참가하고 있다.
2010년 ‘전쟁과 여성에 대한 폭력’ 일본 네트워크와 연합하여 ‘한국병합 100년 진정한 화해․평화․우호를 요구하는 2010년 운동’을 시작하였다. 2010년 4월부터 실시예정인 ‘고교수업료 무상화 법안’의 대상에서 조선학교는 제외되어야 한다는 여론이 높아지자, 문부과학성을 방문하여 ‘고교수업료 무상화 법안에 조선학교의 적용을 구하는 요청서’를 제출하였다.

## 한민통 간첩사건 무죄
재일동포 출신으로 서울에서 유학생활을 하던 김정사와 유정삼은 1977년 4월 보안사에 체포돼 20여일간 불법구금됐다. 1977년 6월 이들은 국가보안법상 간첩 혐의 등으로 기소됐다. 1978년 6월 19일 대법원은 김정사에게 국가보안법을 적용 징역 10년을 선고했다. 유정삼에게는 징역 3년 6월을 선고했다. 법원은 이들의 판결을 바탕으로 한국민주회복통일촉진국민회의를 반국가단체로 규정했다.
2010년 3월 24일 진실화해위원회는 이 사건이 수사기관의 강압적인 수사로 조작됐다고 밝혔다. 진실화해위 조사 결과 김정사는 민간인 수사권이 없는 보안사에 연행돼 장기간 불법 구금상태에서 구타, 물고문, 전기고문 등 가혹행위를 당했고 한민통 소속 재일지도원의 지령에 따라 국내에 잠입해 간첩행위를 했다는 등 허위 사실을 자백한 것으로 확인됐다.
서울고법 형사8부는 2011년 9월 23일 이 사건으로 실형을 선고받고 복역했던 김정사와 유성삼가 청구한 국가보안법 위반 재심 재판에서 무죄를 선고했다. 재심 재판부는 이들의 간첩혐의에 대해 “영장 없는 구속과 고문, 계속된 위협으로 이뤄진 자백은 증거가 되지 못한다”며 “김씨가 일본에서 한민통 대표를 만났을 때 그가 대표라는 사실을 알고 있었다고 볼 증거가 없다”고 밝혔다.
이 사건은 1980년 김대중 내란음모 사건 당시 '김대중 전 대통령이 한민통 결성을 준비하고 의장활동을 했다'는 부분에 영향을 미쳐 김 전 대통령의 사형 선고 근거로 이용되기도 했다.

## 주요 활동
- 김대중 구명 운동
- 유신독재 반대 운동
- 해외 민주민족통일한국인연합 결성
- 전두환 정권 규탄
- 통일운동
- 국가보안법 폐지 운동

## 같이 보기
- 재일본대한민국민단
- 대한민국의 반국가단체
- 김대중